# Torneo de San José 2009

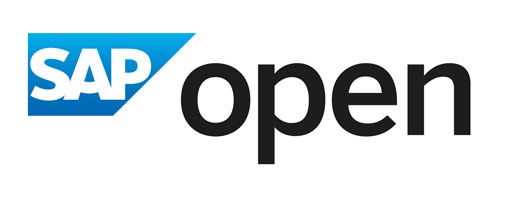
Logo del evento en 2013

El SAP Open (Abierto de San Jose) fue un evento de tenis perteneciente al ATP World Tour en la serie 250, se juega entre el 9 al 15 de febrero en el complejo deportivo HP Pavilion en San Jose, California, Estados Unidos.

## Campeones
- Individuales masculinos:  Radek Štěpánek derrota a  Mardy Fish, 3–6, 6–4, 6–2.

- Dobles masculinos:  Tommy Haas /  Radek Štěpánek derrotan a   Rohan Bopanna /  Jarkko Nieminen 6–2, 6–3.